# OhGr
ohGr е канадско електро-индъстриъл експериментално дуо, сформирано от Нивек Оугър, Skinny Puppy и Марк Уолк. Въпреки че и двамата членове на формацията са най-популярни с работата си в индъстриъл музиката, ohGr не се ограничава до създаването само на индъстриъл, а също така черпи вдъхновение и от електропопа и метъла. Общият звук на ohGr значително се различава от ранните издания на Скини Пъпи, залагайки на по-конвенционални структури с по-лек тон, лирически и музикално.

## История
Официално на групата е дадено начало през 2001, въпреки че записите от дебютния студиен албум „Welt“ са направени още пред 90-те, но не са издадени докато не се разрешат правните проблеми със звукозаписната компания American Recording. Първоначално името на албума е и името на групата W.E.L.T., акроним за When Everyone Learns Truth (Когато всеки научи истината), но в крайна сметка се отказват от това наименование след като се установява, че то е вече заето от калифорнийска пънк група. Ал Йоргенсен от американската индъстриъл група Ministry е един от оригиналните членове на групата, но впоследствие напуска този проект и се концентрира над работата си в Ministry. От съвместната си работа с ohGr до публиката достига само песента „Noreen“, която реално не е включена в дискографията на канадците. Йоргенсен си татуира името на групата ohGr докато все още е част от този проект. Впрочем музиката от песента „Noreen“ е използвана в песента на Ministry „The Fall“, включена в албума „Filth Pig“ от 1996.
Първото турне на групата е още през 2001 в подкрепа на албума „Welt“ и специално за него Нивек Оугър и кЕвин Кий се събират като формацията Скини Пъпи, която да подгрява ohGr. Други музиканти взели участие в това турне са Тим Сколд (бас китара; KMFDM/Marilyn Manson), Локи дер Квелер (кийборди) и Уилям Морисън (китари; Front Line Assembly, Delerium, Skinny Puppy). През 2003 излиза вторият студиен албум на ohGr „SunnyPsyOp“. След издаването на албума има планове да се тръгне на съвместно турне заедно с Ministry, но плановете им се провалят, въпреки че голяма част от този албум е свирена още в предното турне.

## Дискография
- Welt (2001) – албум
- Cracker/Pore (2001) – EP
- SunnyPsyOp (2003) – албум
- Devils In My Details (2008) – албум